# Эльдорадо (фильм, 1921)
«Эльдорадо» (фр. Eldorado, 1921) — французский художественный фильм Марселя Л’Эрбье.

## Сюжет
Богач соблазняет танцовщицу Сибиллу и оставляет её с ребенком. Танцовщица идет на провокацию, угрожая опозорить любовника. Богач сходит с ума. Дочь богача просит танцовщицу оставить ей ребёнка на воспитание. Танцовщица соглашается и, не желая стоять на пути сына к счастью и богатству, закалывает себя во время танца в кабаре «Эльдорадо».

## В ролях
- Ева Франсис — Сибилла
- Филипп Эриа — Жоао

## Художественные особенности
В фильме режиссёр делает упор на зрительные ассоциации с живописью Гойи, Веласкеса и Рибейры. В процессе съемок широко применялись вуалированные кадры, оптические деформации, контражур.
Многие критики, указывали Л’Эрбье на плохую операторскую работу. В пылу дискуссий Л’Эрбье бросил крылатую фразу о том, что направление, к которому принадлежит «Эльдорадо», является «авангардом» французского и мирового кино. Так впервые появился термин, вскоре ставший синонимом всех экспериментальных фильмов. 
Фильм отличала чуткая точность изложения, когда оптические деформации передавали настроение и даже течение мыслей героев. Жак Катлен, близкий друг режиссёра и его биограф, вспоминал, что при демонстрации фильма руководству кинокомпании, среди которых был и Леон Гомон, к концу первого эпизода зрители видят всё более и более мягкофокусное изображение, с помощью которого режиссёр пытается передать состояние героини, её отрешённость от действительности в связи с чем Л. Гомон приказал механику остановить фильм, так как решил, что увиденное на экране — результат неисправности аппарата:
Л'Эрбье осторожно объясняет, что нечеткость изображения — технический прием, рассчитанный на психологический эффект... который... что... — Показывайте дальше, — говорит патрон. 7 июля 1921 года фильм демонстрировался представителям прессы. Он был принят восторженно. Леон Муссинак выражает общее мнение, отозвавшись о последней части «Эльдорадо» как об «одном из самых замечательных по своей фотогении кусков, которыми нам когда-либо приходилось восхищаться».
Новаторские открытия Л'Эрбье во многом перекликались с находками немецких экспрессионистов, тогда еще во Франции малоизвестных. 

## Дополнительные факты
- Л. Муссинак писал об «Эльдорадо»: "Форма этой картины при условии освобождения её от манерности, от слишком нарочитой и явной технической виртуозности может положить начало новому «стилю».
- Ж. Садуль о фильме: «"Эльдорадо"» вполне оправдывает те большие надежды, которые были уже обещаны картиной «Карнавал истин». Форма его, освобожденная от некоторой манерности и слишком явной и утрированной технической виртуозности, может стать определенным «стилем». Последний проявляется благодаря простоте в построении кадров, строгости выразительных средств, необычайно четкому ритму (особенно во второй половине фильма)»[3].